# Dolina Batyżowiecka

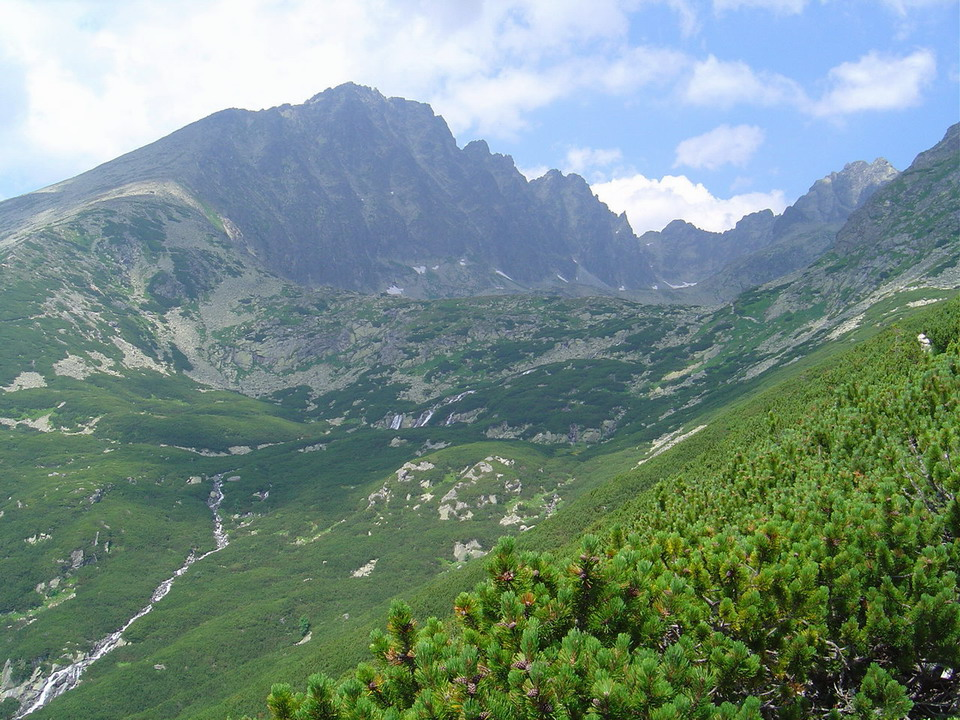
Kończysta i Dolina Batyżowiecka

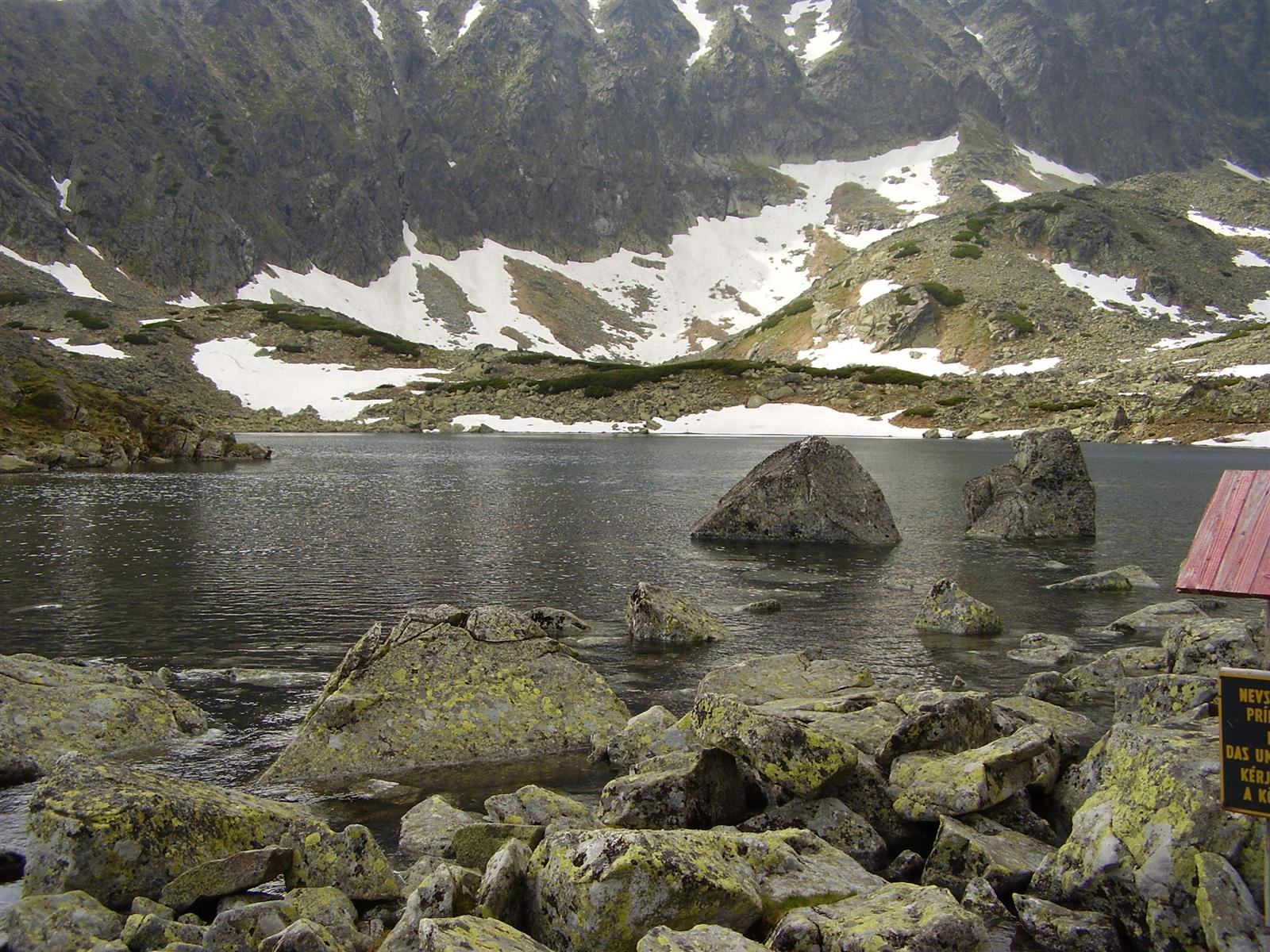
Batyżowiecki Staw

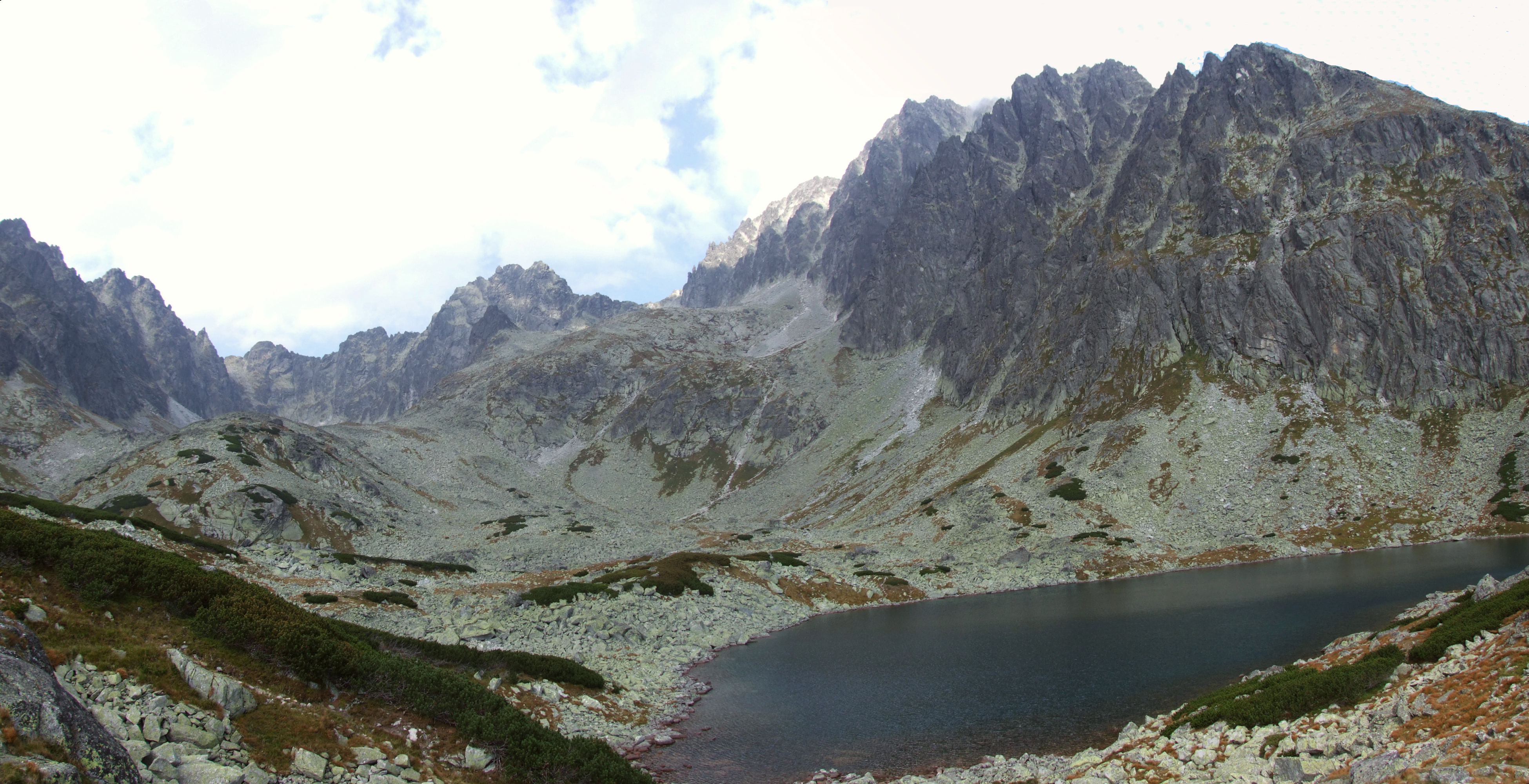
Dolina Batyżowiecka

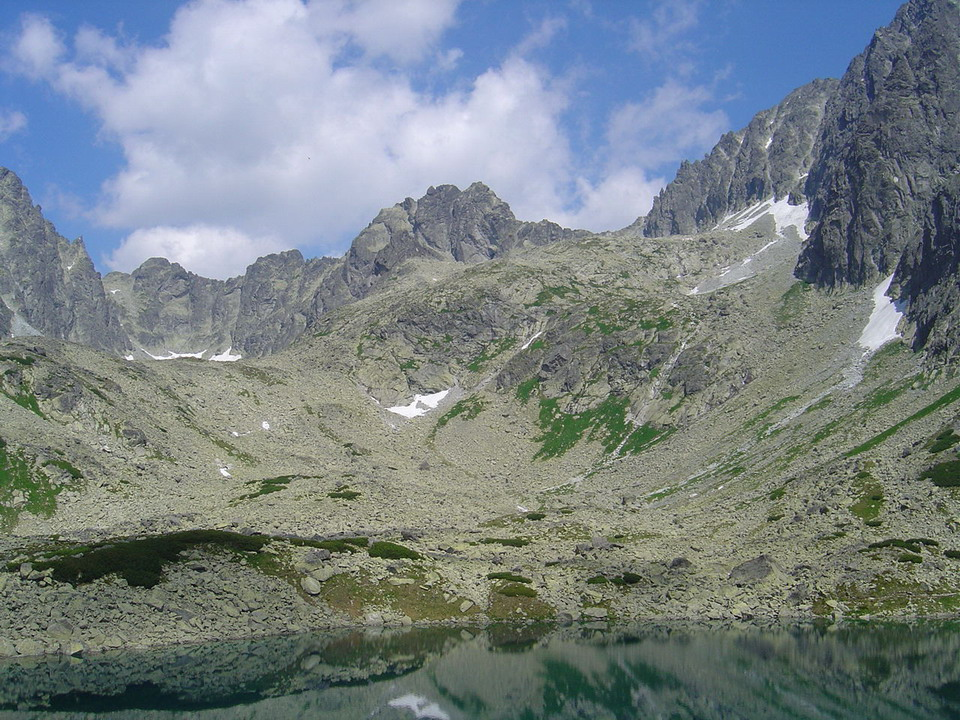
Zmarzły Szczyt, Kaczy Szczyt, Batyżowiecki Szczyt i zbocza Gerlacha

Dolina Batyżowiecka (słow. Batizovská dolina, niem. Botzdorfer Tal, węg. Batizfalvi-völgy) – dolina walna położona w Tatrach Wysokich na terenie Słowacji.

## Topografia
Dolina Batyżowiecka należy do mniejszych dolin – jej wewnątrztatrzańska część od Drogi Wolności do podnóży Batyżowieckiego Szczytu ma długość ok. 5,5 km. Z powierzchnią ok. 5,7 km² Dolina Batyżowiecka równa się z sąsiednią Doliną Wielicką i należy do trzech najmniejszych dolin walnych. Dolina sąsiaduje:
- od wschodu z doliną Stos (rozdziela je grzbiet Suchego Wierchu Batyżowieckiego), Gerlachowskim Kotłem (rozdzielają je Urbanowe Turnie) oraz z Doliną Wielicką (rozdziela je masyw Gerlacha od Zadniego Gerlacha po szczyt Małego Gerlacha),
- od północy z Doliną Białej Wody, a dokładniej z jej górnym piętrem, Doliną Kaczą – rozdziela je główna grań Tatr od Zadniego Gerlacha przez Batyżowiecki Szczyt, Kaczy Szczyt do Zmarzłego Szczytu,
- od zachodu z Doliną Złomisk, odnogą Doliny Mięguszowieckiej (rozdziela je Grań Kończystej od Zmarzłego Szczytu przez Turnię nad Drągiem, Małą Kończystą, Stwolską Turnię do Kończystej), oraz z Doliną Stwolską – rozdziela je ramię Kończystej[4].

Dolina jest stosunkowo stroma – średni spadek wynosi ponad 8 stopni. W dolnej części jest pokryta lasami i kosodrzewiną, wyżej wznosi się tarasami. Główna część doliny oddzielona jest skalnym progiem, Batyżowieckimi Spadami. W górnej części doliny sterczy samotna turnia zwana Kościołkiem (Kostolík), która dzieli ją na dwie części.

## Wody
Za skalnym progiem, na wysokości 1884 m położony jest Batyżowiecki Staw (Batizovské pleso) o powierzchni ok. 2,78 ha i głębokości 11,2 m. Z niego wypływa Batyżowiecki Potok (Batizovský potok). Wody potoku na granicy kosodrzewiny tworzą serię kaskad zwaną Batyżowieckimi Wodospadami (Batizovské vodopády).
W dolinie znajduje się jeszcze kilka mniejszych stawków. Są to: Czarny Staw Batyżowiecki (Čierne pleso, ok. 1230 m), Mały Batyżowiecki Stawek (Malé Batizovské pliesko, ok. 1920 m), Stawek pod Kościołkiem (Pliesko pod Kostolíkom, ok. 2075 m) oraz trzy niewielkie Batyżowieckie Oka (Batizovské oká, ok. 2200 m). Czarny Staw Batyżowiecki jest najniżej położonym naturalnym, stałym zbiornikiem wodnym na terenie Tatr Wysokich.

## Turystyka
Obok Batyżowieckiego Stawu poprowadzona jest trasa Magistrali Tatrzańskiej, łącząca doliny: Wielicką, Batyżowiecką i Mięguszowiecką. Poprowadzony jest także szlak odchodzący od Magistrali w pobliżu Batyżowieckiego Stawu w kierunku miejscowości Wyżnie Hagi (Vyšné Hágy). W głąb doliny nie poprowadzono znakowanych tras turystycznych, zatem tylko z przewodnikiem tatrzańskim można dotrzeć do jej wnętrza lub wyżej na Gerlach.

## Historia
Dolina Batyżowiecka oraz pobliskie Dolina Stwolska i Dolina Wielkiej Huczawy zostały przekazane przez króla w 1264 r. comesowi Botyzowi, od którego to wzięła się nazwa miejscowości Batyżowce i licznych obiektów w Tatrach. Jako tzw. państwo batyżowieckie tereny te należały później do rodziny Máriássych – aż do roku 1897, kiedy to prawie całe zostały wykupione przez Christiana Hohenlohego. Wyjątkiem była górna część Doliny Batyżowieckiej, przejęta w 1901 r. przez państwo węgierskie. Wszystkie dobra Hohenlohego po południowej stronie Tatr zakupiło państwo czechosłowackie w roku 1928. Dziś cały ten obszar należy do TANAP-u, a tereny pomiędzy Magistralą Tatrzańską a Drogą Wolności stanowią rezerwat ścisły.
Dawniej w Dolinie Batyżowieckiej istniało pasterstwo, ale w dość skromnym zakresie. Próbowano tu także wydobywać złoto. Od długiego czasu dolinę odwiedzali myśliwi ze Stwoły i innych miejscowości. Do najlepszych znawców tych okolic należeli Ján Ruman Driečny młodszy i Ján Pastrnák. Pierwszymi znanymi osobami, które przeszły przez dolinę, byli B. Łoś z przewodnikiem Jędrzejem Walą starszym w 1860 r. Zimą dotarł tu jako pierwszy Miklós Szontagh senior w latach 1873-1880.

## Szlaki turystyczne
– znakowana czerwono Magistrala Tatrzańska (Tatranská magistrála) przebiegająca znad Popradzkiego Stawu przez Przełęcz pod Osterwą do Batyżowieckiego Stawu, a stąd dalej na wschód do „Śląskiego Domu” w Dolinie Wielickiej.
- Czas przejścia z Przełęczy pod Osterwą do Batyżowieckiego Stawu: 1:40 h w obie strony
- Czas przejścia znad Batyżowieckiego Stawu do Śląskiego Domu: 1 h w obie strony

  – żółty szlak z Wyżnich Hagów (Vyšné Hágy) Doliną Stwolską do Doliny Batyżowieckiej nad staw. Czas przejścia: 2:25 h, ↓ 1:55 h